# 얼짱 KING
《얼짱 KING》은 2012년 방송된 얼짱 발굴 오디션 프로그램으로, 얼짱TV의 코너이다. 1차 합격자 중 미션 통과자는 본선에 진출하며, 서바이벌을 통해 2명의 최종 합격자를 선정한다. 시청자 투표를 통해 최종 우승자를 선정하며, 우승자는 얼짱시대7에 출연할 기회를 얻게 된다.

## 1차 예선
| 이름   | 한진호 | 박태준 | 정다은 | 결과           |
| ------ | ------ | ------ | ------ | -------------- |
| 윤민정 | X      | O      | X      | 탈락           |
| 김도연 | ?      | ?      | ?      | 탈락           |
| 박수진 | ?      | ?      | ?      | 탈락           |
| 구유래 | X      | ?      | ?      | 탈락           |
| 유한별 | X      | X      | O      | 탈락           |
| 이강민 | X      | O      | O      | 합격           |
| 김성은 | O      | O      | O      | 합격           |
| 김성경 | O      | O      | O      | 합격           |
| 이준기 | ?      | ?      | ?      | 탈락           |
| 진솔   | O      | X      | O      | 합격           |
| 조은혜 | O      | O      | X      | 합격           |
| 최다윗 | O      | O      | X      | 합격           |
| 허지원 | X      | O      | X      | 탈락           |
| 최다운 | X      | X      | X      | 탈락           |
| 조영민 | O      | O      | O      | 합격           |
| 조민희 | O      | O      | O      | 합격           |
| 김정언 | O      | O      | X      | 합격           |
| 박설아 | X      | O      | X      | 합격(슈퍼패스) |
| 이진리 | X      | O      | X      | 탈락           |
| 강수진 | O      | O      | X      | 합격           |
| 김의호 | O      | O      | X      | 합격           |
| 정은미 | ?      | ?      | ?      | 탈락           |
| 이재희 | X      | X      | X      | 탈락           |
| 박찬선 | ?      | ?      | ?      | 탈락           |
| 김현수 | X      | O      | O      | 합격           |
| 이진희 | O      | X      | O      | 합격           |
| 최준영 | O      | O      | O      | 합격           |
| 기재윤 | O      | X      | O      | 합격           |
| 김현호 | O      | X      | O      | 합격           |
| 천소진 | O      | X      | X      | 탈락           |
| 이진호 | X      | X      | O      | 합격(슈퍼패스) |
| 이청미 | O      | O      | O      | 합격           |
| 갈재현 | X      | X      | X      | 탈락           |
| 전민성 | O      | O      | X      | 합격           |
| 김진   | O      | X      | O      | 합격           |
| 최원호 | O      | O      | O      | 합격           |
| 김혜린 | X      | X      | X      | 탈락           |
| 장이나 | O      | O      | O      | 합격           |
| 김가람 | O      | O      | O      | 합격           |
| 김혜은 | ?      | ?      | ?      | 탈락           |
| 박다인 | ?      | ?      | ?      | 탈락           |
| 이성화 | ?      | ?      | ?      | 합격           |
| 추은겸 | O      | X      | X      | 합격(슈퍼패스) |
| 김근화 | ?      | ?      | ?      | 합격           |
| 임진영 | ?      | ?      | ?      | 합격           |

## 뽀샵 미션
자신의 사진을 뽀샵하는 미션이다. 1차 예선 합격자 중 26명이 참여했으며, 뽀샵을 우수하게 한 10명이 합격했다.

### 합격자
최준영, 이청미, 박설아, 이진호, 김의호, 추은겸, 조민희, 기재윤, 최원호, 장이나

## 메이크업 대결
추은겸이 중도 기권하며 9명으로 진행했다. 7명이 합격했다.

### 탈락자
추은겸, 김의호, 이진호

## Top7 경연
상식테스트와 이미지게임으로 진행되었다. 상식테스트에서 문제를 많이 맞히고, 이미지게임에서 좋은 질문에 1등으로 많이 뽑힐수록 높은 점수를 받았다. 각 게임에서의 점수를 종합해 탈락자를 정했다.

### 탈락자
조민희, 최준영

## 예능감 미션
남성팀과 여성팀으로 나뉘어 진행되었다. 사람 수를 맞추기 위해 MC들도 성별에 따라 각각 남성팀과 여성팀에 합류했다.

### 수박 빨리 먹기
| 여성팀      | 비고     | 남성팀      |
| ----------- | -------- | ----------- |
| 한아름송이  | 시범대결 | 박태준 (승) |
| 장이나 (승) | VS       | 한진호      |
| 박설아 (승) | VS       | 최원호      |
| 이청미      | VS       | 기재윤 (승) |

합계 스코어 2대 1로 여성 팀이 이겼다.

### 물 머금고 웃음 참기
| 승         | 비고     | 패     |
| ---------- | -------- | ------ |
| 윤아라     | 시범대결 | 박태준 |
| 한아름송이 | 시범대결 | 문야엘 |
| 한진호     | VS       | 이청미 |
| 박설아     | VS       | 최원호 |
| 기재윤     | VS       | 장이나 |

합계 스코어 2대 1로 남자 팀이 승리했다.

### 손바닥 밀치기
| 승     | 비고     | 패     |
| ------ | -------- | ------ |
| 윤아라 | 시범대결 | 문야엘 |
| 이청미 | VS       | 기재윤 |
| 최원호 | VS       | 박설아 |
| 장이나 | VS       | 박태준 |

여성팀이 승리했다.

### 막대과자 미션
양쪽에서 서로 막대과자를 먹으면서 다가가다가 먼저 고개를 돌리거나 포기하면 진다.
| 여성팀 | 비고 | 남성팀      |
| ------ | ---- | ----------- |
| 이청미 | VS   | 최원호 (승) |

남성팀이 승리했다.

### 얼굴 랩 뚫기
팀 구성원이 릴레이로 얼굴로 랩을 뚫어 빨리 뚫은 팀이 이긴다. 남성팀은 33초, 여성팀은 2분 45초를 기록하며 남성팀이 승리했다.

### 2인 1조 자장면 빨리먹기
| 여성팀        | 비고 | 남성팀             |
| ------------- | ---- | ------------------ |
| 이청미&박설아 | VS   | 박형석&기재윤 (승) |
| 정다은&장이나 | VS   | 최원호&송찬호 (승) |

남성팀이 승리했다.
- 모든 대결을 종합한 결과 예능감미션은 남성팀의 3대 1 승리로 끝났다.

### 얼짱 땡땡땡 퀴즈
문장의 네모칸에 들어갈 단어를 맞히는 게임이다. 게임에 임한 태도와 심사위원 점수를 합산하여 Top3를 선정했다.

### 탈락자
이청미, 장이나

## 얼짱청문회
참가자 각자의 과거나 프로필에 대한 청문회를 열어 진실을 말해야 하는 미션이다.

### 탈락자
최원호

## 최종 결선
박설아와 기재윤 중 홈페이지 투표를 통해 박설아가 최종 우승을 차지하여 얼짱시대7 출연 기회를 얻게 되었다.